# Kronohäktet i Ystad

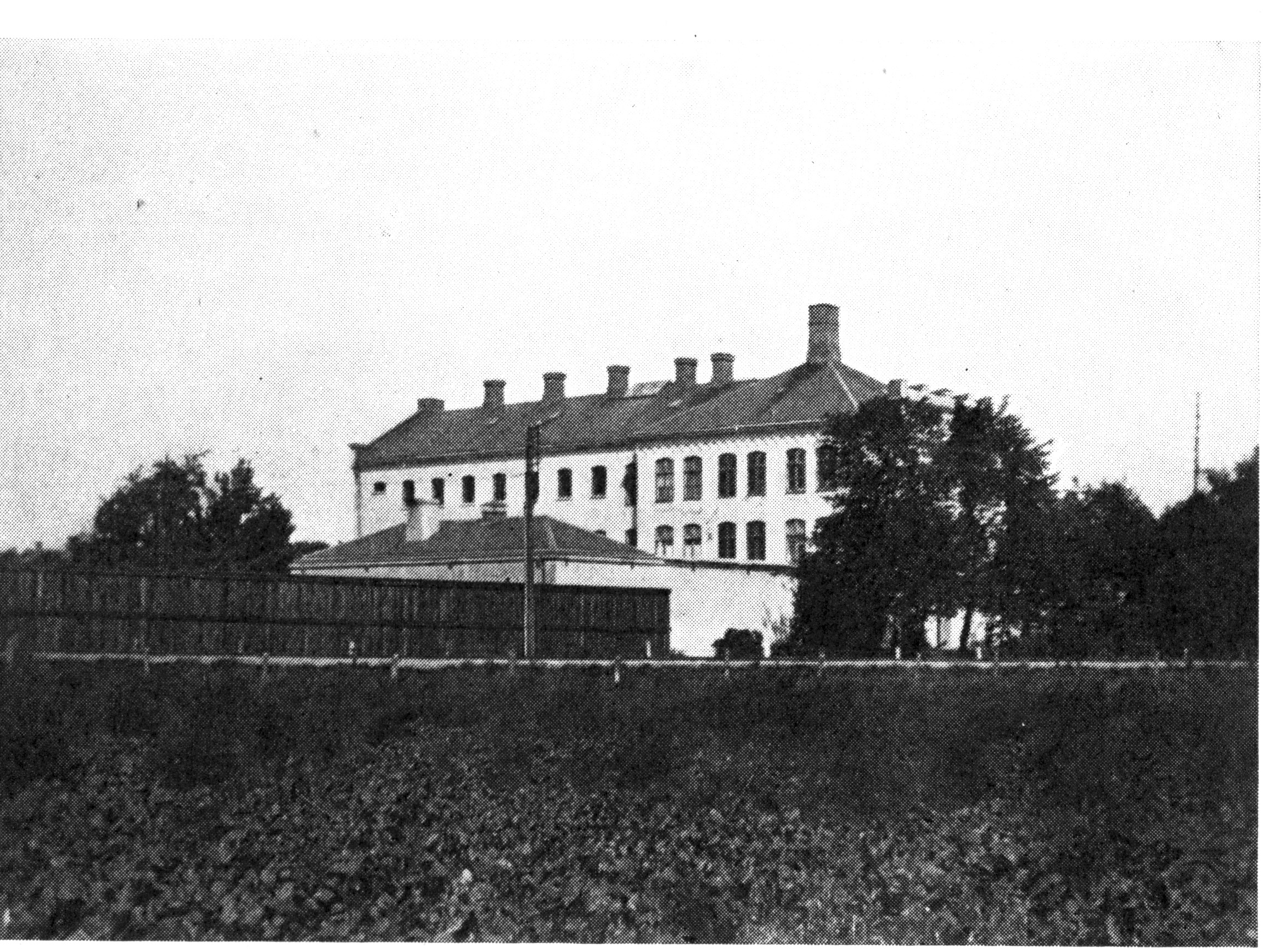
Kronohäktet på 1930-talet.

Kronohäktet i Ystad, i folkmun Vita Briggen (med stavningen Hvita Briggen), var ett cellfängelse i Ystad som öppnades 1878. Det hade 54 celler och byggnadskostnaden var 130 000 kronor. 

## Historia
Anstaltens skulle till en början utgöra kronohäkte och rannsakningsfängelse för staden Ystad och häraderna Vemmenhög, Ljunits, Herrestad, Färs, Ingelstad och Järestad samt  från 1881 även för Simrishamn.
Till följd av nya lagar 1927 blev Ystadsanstalten ett specialfängelse för återfallsförbrytare och byggnaderna rustades upp. Man hade beräknat att omkring tre personer per år skulle komma att dömas till internering. Emellertid ökade antalet från 3 dömda 1928, till 7 dömda 1929 och 15 dömda 1930. Vid slutet av 1931 hade man 37 interner, mot prognosens 12. Resultatet blev överbeläggning och 1932 flyttades de internerade till Straffängelset i Karlstad. Ystadsanstalten fick istället en psykiatrisk vårdavdelning. 
Ett rykte uppkom på 1920-talet, att en vistelse på Ystadsfängelset skulle vara mera angenäm än på andra håll. Mera prominenta fångar sökte sig därför gärna till Ystad. Men då myndigheterna företog en undersökning, framkom inget som besannade ryktet.
Då lagen om ungdomsfängelse tillkom 1938, blev Ystadsfängelset 1942 en sluten specialanstalt för unga fångar. Själva kronohäktet upphörde 1946, men fängelset fanns kvar fram till nedläggningen 1984. Kriminalvården bedrivs numer vid anstalten Ystad.
Byggnaden är bevarad och har övertagits av en förskola.